# Королевские военно-воздушные силы Нидерландов
Королевские военно-воздушные силы Нидерландов (нидерл. Koninklijke Luchtmacht) — один из видов Вооружённых сил Нидерландов.

## История
Созданы как Армейская авиационная группа 1 июля 1913 года.
Принимали участие во Второй мировой войне.
С марта 1953 года существуют как отдельный вид вооружённых сил.
С 2003 до 2021 года ВВС страны принимали участие в войне в Афганистане.
С 2014 года ВВС страны принимают участие в операции ООН в Мали (в марте 2015 года в районе города Гао разбился боевой вертолёт AH-64D).

## Структура и месторасположение

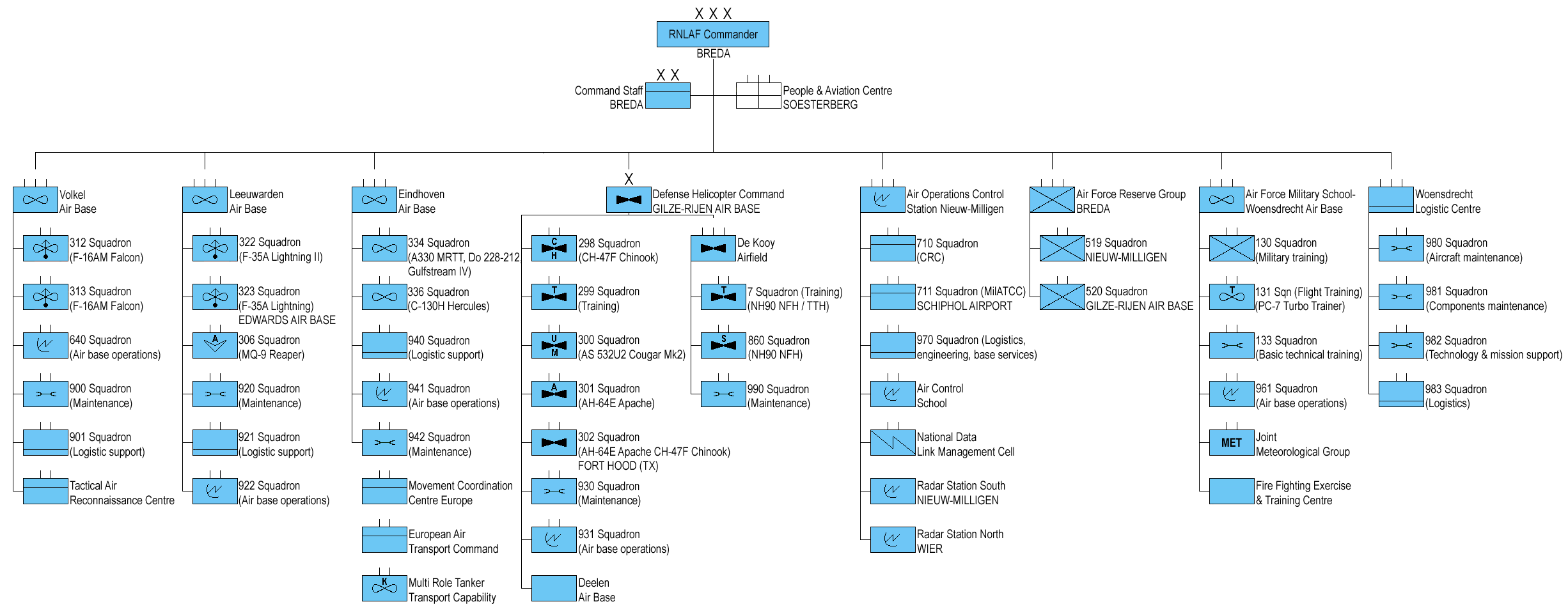
Структура на 2020 год.

Командование Военно-воздушных сил (Commando Luchtstrijdkrachten (CLSK)) (ген.-лейт.)) (Бреда, Северный Брабант)
- Штаб ВВС (Hoofdkwartier luchtmacht)
  - Дирекция операций (Directie Operaties)
  - Дирекция материально-логистичной поддержки (Directie Materieellogistieke Instandhouding)
  - Дирекция личного состава и административного управления (Directie Personeel en Bedrijfsvoering)
- Части центрального подчинения
  - Станция контроля воздушных операций Нью Милихен (Air Operations Control Station Nieuw Milligen) (Нью Милихен, Гелдерланд)
    - Командный штаб (Commandostaf)
    - Центр управления и контроля (Controlecentrum en commandocentrum (AOCS NM))
    - Национальный узел информационного управления (Nationale Datalink Management Cel)
    - 711-я Эскадрилья (711 Squadron)  — командная эскадрилья ПВО и воздушного движения
    - 970-я Эскадрилья (970 Squadron)  —  эскадрилья охраны, ремонта и тылового обеспечения
    - Учебный центр — Школа воздушного контроля (Opleidingscentrum School of Air Control)

  - Центр авиационной медицины и селекции лётного персонала (Centrum voor Mens en Luchtvaart) (Сустерберг, Утрехт)
  - Группа военно-воздушного резерва (Groep Luchtmacht Reserve)
    - Командный штаб (Commandostaf)
    - 519-я Эскадрилья (519 Reservisten Squadron) (СКВО Нью Милихен)
      - 1-е Звено (Vlucht 1) (Авиабаза Леюуарден)
      - 2-е и 3-е Звено (Vlucht 2 en 3) (СКВО Нью Милихен)
      - 4-е и 5-е Звено (Vlucht 4 en 5) (Авиабаза Фолкл)

    - 520-я Эскадрилья (520 Reservisten Squadron) (Авиабаза Хилзе-Райен)
      - 6-е Звено (Vlucht 6) (Авиабаза Айндховен)
      - 7-е и 8-е Звено (Vlucht 7 en 8) (Авиабаза Хилзе-Райен)
      - 9-е Звено (Vlucht 9) (Авиабаза Вунсдрехт)
- Главные оперативные авиабазы (Main Operating Base (MOB))
  - Авиабаза Фолкл (Vliegbasis Volkel)
    - Командный штаб (Commandostaf)
    - 312-я Эскадрилья (312 Multirole Squadron) — F-16, многоцелевая истребительная экспедиционная эскадрилья
    - 313-я Эскадрилья (313 Multirole Squadron) — F-16, многоцелевая истребительная эскадрилья
    - 900-я Эскадрилья (900 Onderhouds Squadron) — эскадрилья обслуживания и ремонта F-16 и обучения техников
    - 901-я Эскадрилья (901 Logistiek Squadron) — эскадрилья обслуживания самолётов, связи, вооружения и дозаправку с ГСМ и тылового обеспечения
    - 640-я Эскадрилья (640 Platform Squadron) — аэродромная и экспедиционная эскадрилья, контроль воздушного движения, противо-пожарная служба, медицинская служба, метеорологическая служба, отряд служебных собак
    - (703-я Эскадрилья вооружения (703 MUNition Support Squadron USAF) — ВВС США)

  - Авиабаза Леюуарден (Vliegbasis Leeuwarden)
    - Командный штаб (Commandostaf)
    - 322-я Эскадрилья (322 TACTES Squadron) — F-35, многоцелевая истребительная учебно-боевая и тактико-испытательная эскадрилья
    - 323-я Эскадрилья (323 OT&E Squadron) [АБ Эдвардс, Калифорния, США] — F-35, многоцелевая истребительная учебная и технико-испытательная эскадрилья[3]
    - 306-я Эскадрилья (306 (Verkennings-) OLV Squadron) — MQ-9 Reaper, разведывательно-ударная эскадрилья БПЛА
    - 920-я Эскадрилья (920 Оnderhouds Squadron) — эскадрилья обслуживания, ремонта и инспекции F-16 и наземной электронной аппаратуры
    - 921-я Эскадрилья (921 Logistiek Squadron) — эскадрилья обслуживания самолётов, связи, вооружения и дозаправку с ГСМ и тылового обеспечения
    - 922-я Эскадрилья (922 Basis Squadron) — аэродромная и экспедиционная эскадрилья, контроль воздушного движения, противо-пожарная служба, медицинская служба, метеорологическая служба, отряд служебных собак

  - Авиабаза Хилзе-Райен (Vliegbasis Gilze-Rijen) / Объединеннoe вертолётное командование (Defensie Helikopter Commando (DHC))
    - Командный штаб (Commandostaf)
    - 298-я Эскадрилья (298 Мiddelzwaar Тransport Squadron) — эскадрилья средних транспортных вертолётов CH-47F Chinook
    - 300-я Эскадрилья (300 Utility Squadron) — эскадрилья вспомогательных вертолётов AS. 532U2 Cougar
    - 301-я Эскадрилья (301 Grondsteun Squadron) —  — эскадрилья ударных вертолётов AH-64D Longbow Apache
    - 299-я Эскадрилья (299 Opleiding en Expertise Squadron) — эскадрилья обучения лётного персонала и техников
    - 930-я Эскадрилья (930 Onderhoud Squadron) — эскадрилья обслуживания вертолётов
    - 931-я Эскадрилья (931 Ondersteuning en Facilitair Squadron) — аэродромная эскадрилья, контроль воздушного движения, противо-пожарная служба, медицинская служба, метеорологическая служба, персонал для Военного аэродрома Дейлен
    - Испытательный центр авиационной техники (Vliegveiligheid Oefen en Test Centrum (VOTC))
    - (302-я Эскадрилья (302 Opleiding en Training Squadron) — Форт-Худ, Техас, США  — Apache, Chinook — подготовка пилотов и техников для Apache и Chinook, подготовка бойцов 11-й Воздушно-штурмовой бригады Королевской армии Нидерландов)
- Второстепенные авиабазы
  - Авиабаза Эйндховен (Vliegbasis Eindhoven)
    - Командный штаб (Commandostaf)
    - Объединенный центр координации движения в Европе (Movement Coordination Centre Europe (MCCE)) (НАТО)
    - Европейское командование воздушного транспорта (European Air Transport Command (EATC)) (ЕС)
    - 334-я Эскадрилья (334 Luchttransport Squadron) — Gulfstream IV, Dornier Do 228MPA, эскадрилья для ВИП-транспорта и морского авианаблюдения в поддержки Береговой охраны
    - 336-я Эскадрилья (336 Luchttransport Squadron) — C-130H/H-30, тактическая транспортная эскадрилья
    - 940-я Эскадрилья (940 Logistiek Squadron) — эскадрилья обслуживания самолётов, пассажиров и грузов, связи, дозаправку с ГСМ и тылового обеспечения
    - 941-я Эскадрилья (941 Platform Squadron) — аэродромная эскадрилья, контроль воздушного движения, противо-пожарная служба, медицинская служба, метеорологическая служба
    - 942-я Эскадрилья (942 Onderhoud Squadron) — авиаремонтная эскадрилья
    - многонационалные части:[4]
      - Mногонационалный авиаотряд для дозаправки в воздухе (Multinational MRTT Unit (MMU))[5], оперирует с 9 Airbus A330 MRTT (5 из них оперирует из Эйндховена, остальные 4 из Кёйлен, Германии, партнерские государствами по проекту являются Нидерланды (с 2 тыс. полётных часов в году), Германия (с 5,5 тыс. лчг), Бельгия (1 тыс. лчг), Люксембург (1,2 тыс. лчг), Норвегия (100 лчг) и Чехия (100 лчг))
      - Европейское воздушно-транспортное командование (European Air Transport Command (EATC)), координирует воздушно-транспортных сил стран-партнеров (Франция, Германия, Италия, Испания, Нидерланды, Бельгия и Люксембург)
      - Общеевропейский центр для координации транспортировки (Movement Coordination Centre Europe)

  - Авиабаза Вунсдрехт (Vliegbasis Woensdrecht)
    - Командный штаб (Commandostaf)
    - Королевская военная школа ВВС (Koninklijke Militaire School Luchtmacht (KMSL)) verzorgt opleidingen en cursussen voor luchtmachtmilitairen. De KMSL Vliegbasis Woensdrecht bestaat uit 3 opleidingssquadrons en 1 squadron dat verantwoordelijk is voor de vliegbasistaken.
      - 130-я Эскадрилья (130 Militaire Opleidingen Squadron) — учебная эскадрилья подофицеров и новобранцев
      - 131-я Эскадрилья (131 Elementaire Militaire Vlieger Opleiding (EMVO) Squadron) — учебная эскадрилья начального лётного обучения PC-7
      - 133-я Эскадрилья (133 Initiële Opleiding Squadron) — учебная эскадрилья начального обучения технического персонала
      - Учебный центр противопожарной охраны авиабазы Вунсдрехт (Brandweer Oefen- en Trainingscentrum op Vliegbasis Woensdrecht)
      - 961-я Эскадрилья (961 Platform Squadron) — аэродромная эскадрилья, контроль воздушного движения, противо-пожарная служба, медицинская служба, метеорологическая служба

    - Вунсдрехтский логистический центр ВВС (Logistiek Centrum Woensdrecht (LCW))
      - 980-я Эскадрилья (980 Vliegtuig- en Helikopteronderhoud Squadron) — эскадрилья ремонта и инспекции самолётов и вертолётов
      - 981-я Эскадрилья (981 Componentenonderhoud Squadron) — эскадрилья ремонта и инспекции самолётных агрегатов и вооружения
      - 982-я Эскадрилья (982 Technologie en Missieondersteuning Squadron) — эскадрилья ремонта, инспекции и калибровки электронных систем для ВВС, ВМС и СВ
      - (983 Logistiek Squadron) — эскадрилья является главным приёмным центром запчастей и материалов ВВС

    - Объединенная группа метеорологии ВС (Joint Meteorologische Groep (JMG))

  - Военно-морской лётный лагерь Де Кой (Maritiem Vliegkamp De Kooy) (Ден-Хелдер, Северная Голландия) / Объединеннoe вертолётное командование (Defensie Helikopter Commando (DHC))
    - Командный штаб (Commandostaf)
    - 860-я Эскадрилья (860 Maritieme Tactische Operaties / SAR Squadron) — эскадрилья флотских и спасательных вертолётов NH-90 NFH
    - 7-я Эскадрилья (7 Opleiding en Expertise Squadron) — учебная эскадрилья вертолётов NH-90 NFH
    - 990-я Эскадрилья (990 Onderhouds en Logistiek Squadron) — эскадрилья обслуживания вертолётов, связи, дозаправку с ГСМ и тылового обеспечения
    - 991-я Эскадрилья (991 Ondersteuning en Facilitair Squadron) — аэродромная эскадрилья, контроль воздушного движения, противо-пожарная служба, медицинская служба, метеорологическая служба

  - Военный аэродром Дейлен (Militair Luchtvaart Terrein Deelen) (недалеко от Арнем, Гелдерланд)
    - подготовка 11-й Воздушно-штурмовой бригады Королевской армии Нидерландов

  - Командование противо-воздушной артиллерии (Commando Luchtdoelartillerie (CoLuA)) (Казарма "Ген.-лейт. Бест" (Luitenant-generaal Bestkazerne, раньше Авиабаза Дъ Пейл) (Венрай, Лимбург)) — командование подчиняеться сухопутных войск
    - Командный штаб (Commandostaf)
    - 802-я Эскадрилья (802 Squadron) — зенитно-ракетный дивизион ВВС подчинен СВ, включает батарея управления и 3х огневые батареи с 3х ПУ ЗРК Пэтриот PAC-3 MSE в каждой
    - 800-я Эскадрилья (800 Ondersteuningssquadron) — учебный, ремонтный и тыловой зенитно-ракетный дивизион ВВС подчинен СВ
    - 13-я Батарея ПВО (13 Luchtverdedigingsbatterij) — лёгкая зенитно-ракетная батарея СВ, ЗРК FIM-92 Stinger на базе Fennek и G-Wagen, РЛС Sentinel для управления огня
    - Учебная батарея (Opleidings- en Trainingsbatterij) — учебная батарея СВ для специалистов ПВО
    - 61-я Зенитно-ракетная группа (Flugabwehrraketengruppe 61) — Люфтваффе Германии (Тодендорф, ФРГ), включает систем ЗРК Ozelot, ЗАК MANTIS и РЛС LÜR для управления огня
- Другие структуры вне организации ВВС
  - офицеры ВВС в составе Аппарата Министра обороны, вкл. Оперативного центра Минобороны (Operatiecentrum) (Bestuursstaf ministerie van Defensie) (Гаага)
  - персонал ВВС в составе Объединенной сапёрной службы ВС (Explosieven Opruimingsdienst Defensie) (Сустерберг)
  - Союзное командование объединенных сил НАТО Брюнсюм (Headquarters Allied Joint Force Command in Brunssum) (Брюнсюм)
  - Международный координационный центр (воздушного транспорта) Европа (Multinational Co-ordination Centre Europe) (Авиабаза Эйндховен)
  - Авиация береговой охраны (Kustwachtvliegdienst) (Аэропорт Схипхол) —  2x Dornier-228
- Части ВВС за рубежом
  - Европа
    - Верховное командование НАТО (Supreme Headquarters Allied Powers Europe (SHAPE)) (Монс, Бельгия)
    - Штаб-квартира НАТО (NATO Headquarters) (Брюссель,  Brussel, Бельгия)
    - Союзное военно-воздушное командование НАТО (Headquarters Allied Air Command) (Рамштайн, ФРГ)
    - Командный центр совместных воздушных операций Юдем (Combined Air Operations Centre Uedem (CAOC-U)) (Юдем, ФРГ)
    - Совместный научный центр компетенций воздушного превосходства (Joint Air Power Competence Centre (JAPCC)) (Калькар, ФРГ)
    - Воздушный отряд ДРЛО НАТО (NATO Airborne Early Warning Force) (Гайленкирхен, ФРГ)
    - Главное командование немецкого Люфтваффе (Luftwaffe Führungs Kommando) (Койлен, ФРГ) — старший офицер координации нидерландских ВВС
    - Учебный зенитно-ракетный полигон НАТО (NATO Missile Firing Installation (NAMFI)) (Авиабаза Суда, Ханья, Греция)
    - Европейская военно-воздушная группа (European Air Group) (Хай-Уиком, OK)
    - Тяжелое воздушно-транспортное крыло (Heavy Airlift Wing (HAW)) (Авиабаза Папа, Венгрия) — 3х C-17 Globemaster III
    - Союзное командование объединенных сил НАТО Неаполь (Headquarters Allied Joint Force Command in Naples) (Неаполь, Италия)

  - США
    - Объединенная программа подготовки лётного персонала реактивной авиации европейских стран НАТО (Euro-NATO Joint Jet Pilot Training Program (ENJJPT)) — основное обучение пилотов истребительной авиации (Авиабаза Шеппард, Техас)
    - Подготовка и переподготовка пилотов и инструкторов для F-16 (Opleiding F-16) (Авиабаза ВНГ Тусон, Аризона) — 10х F-16AM/BM
    - Подготовка пилотов и инструкторов для F-35 (Opleiding F-35) (Авиабаза Еглин, Флорида)
    - 323-я Эскадрилья (323 TES Squadron) — F-35A, технико-испытательная эскадрилья (Авиабаза Эдвардс, Калифорния)
    - Подготовка пилотов, операторов и технического персонала для MQ-9 Reaper (Opleiding MQ-9 Reaper) (Авиабаза Холломэн, Нью-Мексико)
    - Основное обучение пилотов вертолётной авиации (Helikopteropleiding) (Форт Ракер, Алабама)
    - Подготовка и переподготовка пилотов и инструкторов для AH-64 и CH-47 (Apache en Chinook Training) (Форт Худ, Техас)
    - Объединенный нидерландский учебный деташемент Форт Худ (Техас) (Joint Netherlands Training Detachment Fort Hood (Texas))
      - 302-я Эскадрилья (302 Training Squadron) — 8x AH-64D Apache и 6x CH-47F Chinook

    - Подготовка специалистов для ЗРВ (Opleiding Grondgebonden Luchtverdediging) (Форт Силл, Оклахома)

## Техника и вооружение
| Изображение                         | Тип                                           | Производство     | Назначение                   | Количество  | Примечания |
| Истребители                         | Истребители                                   | Истребители      | Истребители                  | Истребители | Истребители                                                                                                   |
| ----------------------------------- | --------------------------------------------- | ---------------- | ---------------------------- | ----------- | --- |
|                                     | F-35A Lightning II                            | США              | Многоцелевой истребитель     | 36          | |
|                                     | F-16AM Fighting Falcon F-16BM Fighting Falcon | США              | Многоцелевой истребитель     | 42          | |
| Транспортные и специальные самолёты |                                               |                  |                              |             | |
|                                     | C-130H Hercules C-130H-30 Hercules            | США              | Военно-транспортный самолёт  | 2           | |
|                                     | Gulfstream G650ER                             | США              | Пассажирский самолёт         | 1           | |
|                                     | Airbus A330 MRTT                              | Европейский союз | Самолет-заправщик            | 7           | Всего было заказано 10 самолётов. Используются для MMR(Multinational Multi-Role Tanker Transport Fleet) НАТО. |
| Тренировочные самолёты              |                                               |                  |                              |             | |
|                                     | PC-7 Turbo Trainer                            | Швейцария        | Учебно-тренировочный самолёт | 13          | |
| Вертолёты                           |                                               |                  |                              |             | |
|                                     | AH-64D Apache AH-64E Apache                   | США              | Ударный вертолёт             | 24 4        | |
|                                     | NH90 NFH/TTH                                  | Европейский союз | Многоцелевой вертолёт        | 19          | |
|                                     | AS 532U2 Cougar II                            | Франция          | Военно-транспортный вертолёт | 12          | |
|                                     | CH-47F Chinook                                | США              | Военно-транспортный вертолёт | 20          | |
| БПЛА                                |                                               |                  |                              |             | |
|                                     | MQ-9 Reaper                                   | США              | Ударный беспилотник          | 4           | Не вооружены, используются в разведывательных миссиях.                                                        |

## Опознавательные знаки

Опознавательный знак Королевских ВВС Нидерландов

### Эволюция опознавательных знаков
| Опознавательный знак | Знак на фюзеляж | Знак на киль | Когда использовался                               | Порядок нанесения |
| -------------------- | --------------- | ------------ | ------------------------------------------------- | ----------------- |
|                      |                 |              | 1919 — 1920                                       |                   |
|                      |                 |              | 1920 — 1939                                       |                   |
|                      |                 |              | 1939 — 1940; до 1942 года в Голландской Ост-Индии |                   |
|                      |                 | нет          | 1942 — 1949 в Голландской Ост-Индии               |                   |
|                      |                 |              | 1942 — 1960                                       |                   |
|                      |                 | нет          | с 1960 года по настоящее время                    |                   |

## Знаки различия

### Генералы и офицеры
| Категории               | Генералы          | Генералы           | Генералы        | Старшие офицеры | Старшие офицеры | Старшие офицеры   | Старшие офицеры | Младшие офицеры | Младшие офицеры   | Младшие офицеры  |
| ----------------------- | ----------------- | ------------------ | --------------- | --------------- | --------------- | ----------------- | --------------- | --------------- | ----------------- | ---------------- |
|                         |                   |                    |                 |                 |                 |                   |                 |                 |                   |                  |
| Голландское звание      | Generaal          | Luitenant-generaal | Generaal-majoor | Commodore       | Kolonel         | Luitenant-kolonel | Majoor          | Kapitein        | Eerste luitenant  | Tweede luitenant |
| Российское соответствие | Генерал-полковник | Генерал-лейтенант  | Генерал-майор   | нет             | Полковник       | Подполковник      | Майор           | Капитан         | Старший лейтенант | Лейтенант        |

### Сержанты и солдаты
| Категории               | Подофицеры             | Подофицеры      | Подофицеры             | Сержанты и старшины | Сержанты и старшины     | Сержанты и старшины | Сержанты и старшины     | Солдаты                | Солдаты                |
| ----------------------- | ---------------------- | --------------- | ---------------------- | ------------------- | ----------------------- | ------------------- | ----------------------- | ---------------------- | ---------------------- |
|                         |                        |                 |                        |                     |                         |                     |                         |                        |                        |
| Голландское звание      | Adjudant-onderofficier | Sergeant-majoor | Sergeant der 1e klasse | Sergeant            | Korporaal der 1e klasse | Korporaal           | Soldaat der 1ste klasse | Soldaat der 2de klasse | Soldaat der 3de klasse |
| Российское соответствие | Старший прапорщик      | Прапорщик       | нет                    | Старшина            | Старший сержант         | Сержант             | Младший сержант         | Ефрейтор               | Рядовой                |